# Хайме II (граф Урхеля)
Хайме II Несчастливый (Catalan Jaume II d’Urgell, Jaume el Dissortat, Spanish Jayme II de Urgel) (1380 — 1 июня 1433) — граф Урхеля (1408—1413), виконт Ахеры, сеньор Антилльна и Фраги. Последний представитель младшей ветви Барселонского дома.
Родился в Балагере, сын Педро II Урхельского и Маргариты Палеолог Монферратской.
Наследовал отцу в 1408 г.

## Наследник трона
Женился в Валенсии 29 июня 1407 года на Изабелле, дочери Педро IV Арагонского, сестре короля Мартина Арагонского Старшего.
В 1409 году умер Мартин Младший, наследник арагонского престола. После этого Хайме II был назначен Заместителем королевства (с титулом «lloctinent i governador general dels regnes»), что позволило ему считать себя наследником королевского трона.
В марте 1410 года Хайме II пользующийся симпатией в народных низах (особенно в Валенсии и Каталонии) и считая себя будущим королем Арагона, ввел войска своих сторонников в Сарагосу. Это было вызвано тем, что архиепископ Арагона Гарсия Фернандес де Хередиа и депутаты королевства Арагон (но не королевства Валенсия и не Каталонии), ориентированные на Бенедикта XIII (обосновавшегося в Барселоне) выступали против графа Урхельского. Хайме II считал «истинным» папой римским Григория XII (сидящего в Риме).
Введение Хайме отрядов привело к беспорядкам. Несмотря на то, что Хайме в своём письме к королю Мартину от 14 мая 1410 года называл себя невиновным и обвинял во всём архиепископа Сарагосы и местных недоброжелателей, 17 мая 1410 Мартин I отобрал у него титул «lloctinent i governador general dels regnes».
29 мая 1410 король Арагона внезапно заболел. 30 и 31 мая он провел в постели и едва мог говорить. В эти дни король был посещен канцлером Барселоны, Феррером де Гуальбесом и тот дважды спрашивал его последнюю волю. Но смог добиться лишь того, что Мартин хочет мира королевству и чтобы власть перешла в соответствии с законом
31 мая 1410 года Мартин Старший умер, не оставив законного наследника.

## Междуцарствие
Отстранение Хайме Урхельского привело к расколу королевств Арагонской короны. Всего было шесть кандидатов.
У Хайме Урхельского было много врагов среди арагонской знати. Были они (хоть и составляя меньшинство) среди каталонцев. К ним принадлежал и губернатор Каталонии Жеро Алемани де Сервелльо и Керальт (Guerau Alemany de Cervelló i de Queralt). Он принял решение не созывать каталонский парламент до 31 августа, надеясь дождаться папской легитимации Федерико де Луны. Это произошло 20 августа, но ограничивалось Сицилией. Вскоре многие вельможи посчитали малолетнего Федерико малоперспективным и все враги Хайме Урхельского объединились вокруг Людовика III Анжуйского.
Арагон был расколот между фамилиями Луна и Урреа, поддерживавшими разных претендентов. Урреа поддержали Людовика Анжуйского, Луна — Хайме.
В Валенсии претензии Хайме Ургелльского были поддержаны родом Вилагут, но против них выступил род Сентельес.
1 июня 1411 года Антонио де Луна (сторонник Хайме Урхельского) встретил на дороге архиепископа Сарагосы Гарсиа Фернандеса де Хередиа, (сторонника Людовика Анжуйского) и убил его. Сторонники Хайме утверждали, что Антонио убил архиепископа в обычной драке, противники утверждали, что сторонники Хайме во главе с Луной планировали захватить Сарагосу, но им удалось лишь убить архиепископа.
Гибель архиепископа была использована Фердинандом Кастильским для вооруженного вмешательства в конфликт. Под предлогом защиты родственников архиепископа Фердинанд предоставил им охрану и выдвинул военные силы на границу с Валенсией.
Союзником Фердинанда выступил папа Бенедикт XIII, который нашел убежище в Пеньисколе. Он в 1412 году предложил депутатам земель Арагонской короны избирать небольшое число экспертов из каждого королевства с полномочиями выбрать преемника.
Кандидатуры судей, выбранных под давлением папы, оспаривались сторонниками Людовика Анжуйского и Хайме Урхельского. Но вторжение кастильских войск в королевство Валенсия и их победа в битве при Морведре укрепила позиции Бенедикта и его союзников. В битве при Морведре произошедшей 27 февраля 1412 года кастильские войска одержали победу над «урхельцами». Многие сторонники Хайме были убиты (например Арнау Гиллем де Беллера, губернатор Валенсии) или попали в плен. В такой ситуации протесты урхельцев и анжуйцев были проигнорированы. Под впечатлением победы двадцать четыре депутата утвердили 13 марта список судей.
28 июня 1412 года судьи объявили, что они решили считать Фердинанда Кастильского самым близкий родственником покойного короля и законным наследником.
Фердинанд предоставил Хайме почетное место в Кортесах и обещал большие денежные суммы для оплаты долгов.
По совету матери (заявившей «Сын: или король или ничего») и Антона де Луна, Хайме II отказался признать Фердинанда королём и выступил против него во главе вооружённого отряда. Хайме вступил в соглашение с Томасом, герцогом Кларенсом, сыном английского короля Генриха IV, который в это время находился в Бордо. Получив обещание помощи от Томаса и собрав армию из южнофранцузских дворян, Хайме весной 1413 года вторгся в Арагон. Антонио де Луна осадил Хаку, в то время как сам граф Урхеля действовал в направлении Лериды в надежде на поддержку Каталонии. Но 20 марта 1413 года английский король умер и Томас, герцог Кларенс, был отозван в Англию. Гасконские и тулузские феодалы, в большинстве своем составлявшие армию Хайме, решили, что без поддержки Англии война с таким мощным противником как Арагон бессмысленна.
Хайме потерпел поражение при Кастефрорите и Монтеарагоне.
Тем временем, Фердинанд уже принял адекватные меры для защиты королевств. Он усилил гарнизоны как кастильцами, так и арагонцами, и собрал в Сарагосе дворянское ополчение. Хайме и Антонио де Луна были осаждены в Балагере. Осажденные в течение двух месяцев боролись, надеясь на помощь англичан. Артиллерия Фердинанда вела обстрел города. В итоге, 31 октября 1413 года Хайме был вынужден сдаться на милость короля.

## Последние годы

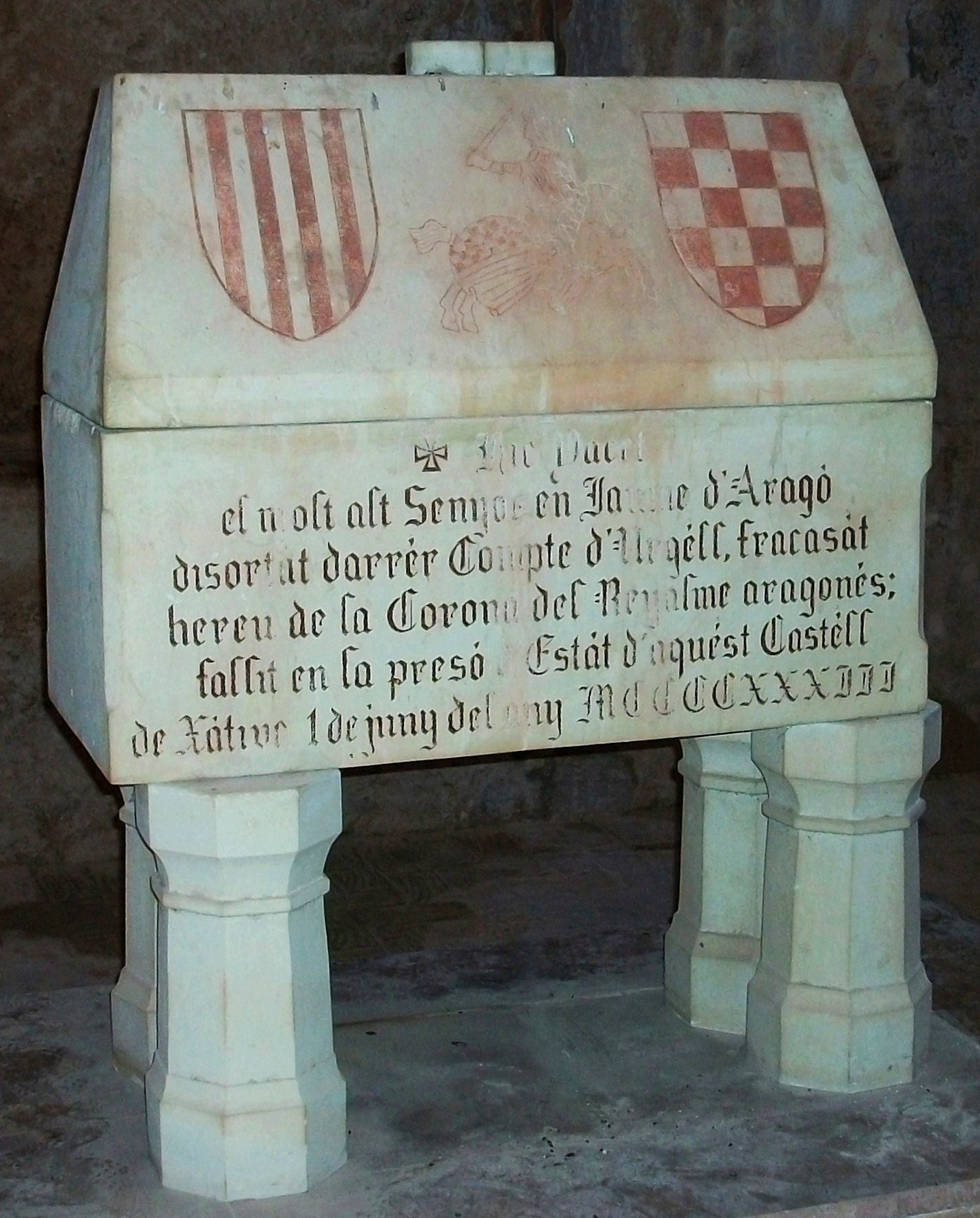
Саркофаг Хайме II

В ноябре 1413 года Фердинанд заменил смертную казнь к которой был приговорен граф к пожизненному заключению с конфискацией всего имущества..
10 декабря его отвезли в замок Уруэния, недалеко от Медины де Риосеко, тем самым нарушив одно из условий капитуляции. В 1420 году его перевели в Мора-де-Толедо, а в июне 1422 года в Алькасар-де-Мадрид, к 1424 году он вернулся в Уруэнию. Затем провел некоторое время в Кастро-Торафе, недалеко от Заморы, а в 1426 году его отвезли в Теруэль и в том же году в замок Хатива, где его посетил Альфонсо V Великодушный в 1430 году. После этого тюрьма для Хайме была менее суровой. Он скончался 1 июня 1433 года и был похоронен в Сан-Франциско-де-Хатива (с 1939 года он похоронен в часовне замка Хатива).

## Дети
- Изабелла (1409—1430), муж (1428) — Педро, герцог Коимбры
- Филипп (ум. 1422)
- Элеонора (1414—1438), муж (1436) — Раймонд Орсини
- Хуана (1415—1445), 1-й муж Жан I де Фуа (1435), второй муж — Хуан Рамон Фольк III де Кардона (1445).
- Екатерина (ум. до 1424)